# Lagunas y parameras del Señorío de Molina
Lagunas y parameras del Señorío de Molina es un espacio natural español incluido en la Red Natura 2000, como Zona de Especial Protección para las Aves y Lugar de Importancia Comunitaria. Alcanza una extensión de 6.163,80 ha, distribuidas en 2.548,93 ha el término municipal de Campillo de Dueñas; 660,95 ha en Embid; 2,15 ha en Molina de Aragón; 315,34 ha en Rueda de la Sierra; 846,02 en Tartanedo; 709,62 en Torrubia; 337,47 en Tortuera y 736,03 ha en La Yunta. Todas ellas localidades de la provincia de Guadalajara, en la comunidad autónoma de Castilla-La Mancha.

## Descripción
- Código Natura 2000

LIC - ES4240023
ZEPA -
- Clima - Mediterráneo continentalizado. (Supramediterráneo).
- Extensión - 6163,80 ha.
- Altitud:

Mínima - 1040 metros.
Media - 1140 m
Máxima - 1240 m
- Localización: W/E (Greenwich).

Longitud - W 1º 47' 12.
Latitud - N 41° 0' 48.

### Características
El conjunto de lagunas, están situadas al noreste de la provincia de Guadalajara, en plena Cordillera Ibérica, está formado por humedales estacionales, someros, que se encuentran situados sobre lechos de cantos rodados de cuarcita, que se recargan fundamentalmente del agua de lluvia.
Este conjunto de charcas y parameras, representativo del Sistema Ibérico, contiene un importante hábitat de charcas estacionales mediterráneas, 3.170 charcas, con repress alianzas Preslion cervinae, Isoetion y Agrostion salmanticae, también poseen importantes poblaciones del helecho Marsilea strigosa, así como lugar de invernada y paso a numerosas aves acuáticas y grullas.

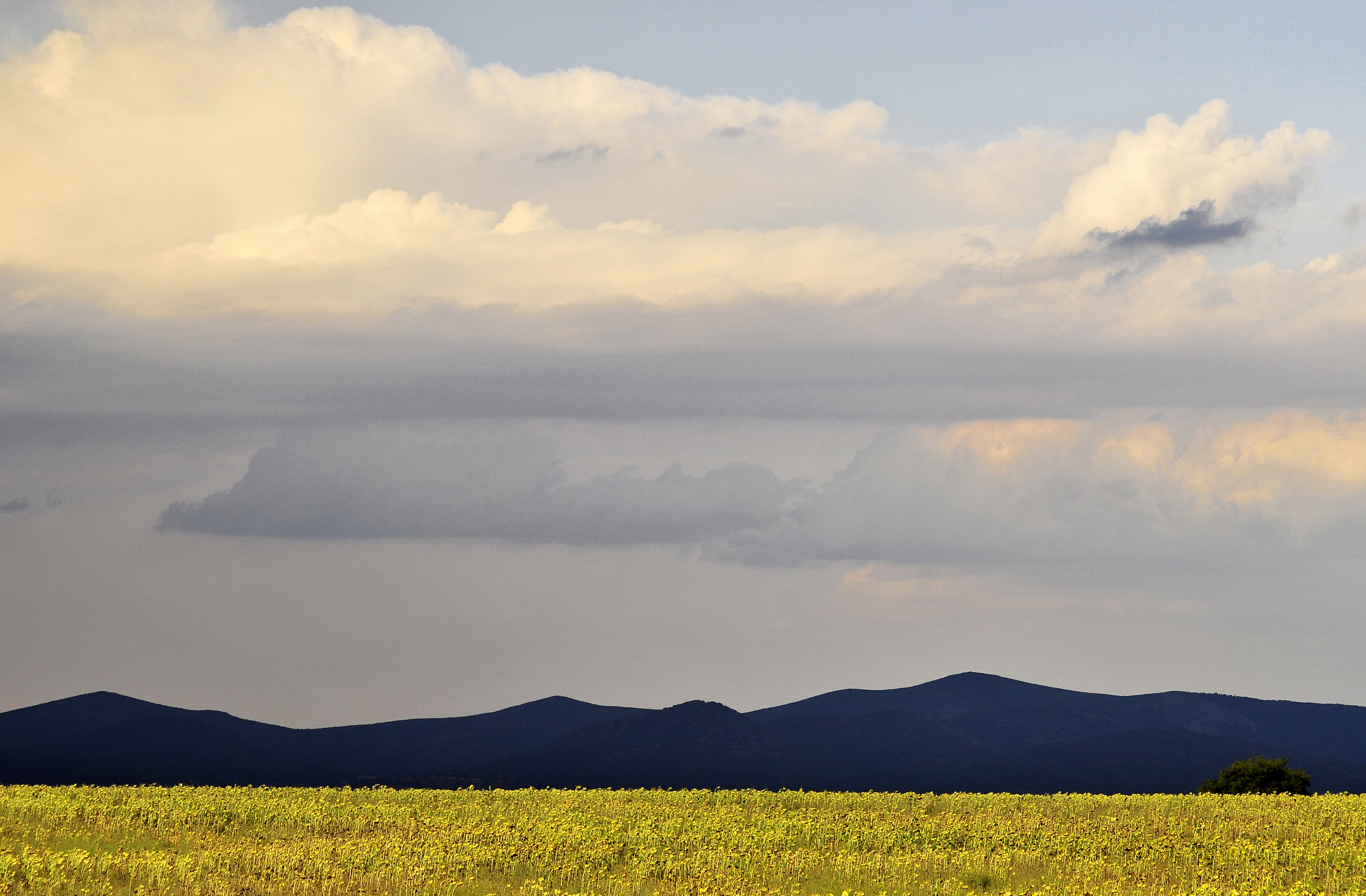
Paramera de Molina

En las parameras el hábitat dominante es el cambronal (Lino appresi-Genistetum rigidissimae), que sirve de soporte a una importante población de alondra de Dupont.

### Vulnerabilidad
Las actividades agrícolas que se desarrollan en su entorno inmediato, suponen impactos muy negativos que contribuyen al deterioro de la vegetación y al progresivo proceso de desecación y contaminación de las aguas. Las comunidades vegetales más afectadas son las de los hábitat marginales y anfibios, más expuestas al impacto de estas prácticas.
Las parameras cubiertas de cambrones, se verían negativamente afectadas si hubieran proyectos de reforestación o instalación de parques eólicos.